# Балабуха Андрій Дмитрович
Андрій Дмитрович Балабуха (10 квітня 1947,  Ленінград — 2 грудня 2021) — російський  письменник-фантаст і критик. Працював  топографом, інженером-проектувальником. Друкуватися почав з  1966 року, з 1974 року — професійний письменник, з 1988 року — член Спілки письменників СРСР.
Перший виступ в фантастиці — участь в колективній радіовиставі ленінградських письменників-фантастів «Час кристалів говорити» (1966), перша сольна публікація — «Апендикс» (1968). З 1970 року виступає також в галузі літературної критики, автор статей, оглядів, передмов до фантастичних творів (ряд робіт написаний у співавторстві з Є. Брандісом, А. Брітіковим, Вл. Дмитриєвським). Відомий також своїми перекладами фантастичних творів західних авторів, а також науково-художніми нарисами і есе, написаних в жанрі фолк-хісторі.
Навчався в ЛІТО Бориса Стругацького з багатьма петербурзькими письменниками. Зокрема, Михайлом Веллером.

## Премії та нагороди
- 1992 року, Лауреат  премії ім. І. Єфремова за загальний внесок у вітчизняну фантастику. Вручалася в рамках XI фестивалю «Аеліта»
- 1993,  Літературної премії ім. А. Р. Бєляєва за серію критичних статей про англо-американських письменників-фантастів
- 2006, Бєляєвська премія за науково-художню книгу "Коли брешуть підручники історії. Минуле, якого не було "

## Книги
- «Предтечі». Науково-фантастичні розповіді. Таллінн, 1978.
- «Люди кораблів». Фантастичні повісті. Л., 1982.
- «Нептунова арфа». Фантастико-пригодницький роман. М., 1986.
- «Чудо людини та інші оповідання». Фантастичні розповіді. Л., 1990..
- «Епіциклів». Збірка віршів. СПб., 2001..
- «Епіграми». СПб., 2002.